# Ascensión de Jesús en el arte cristiano

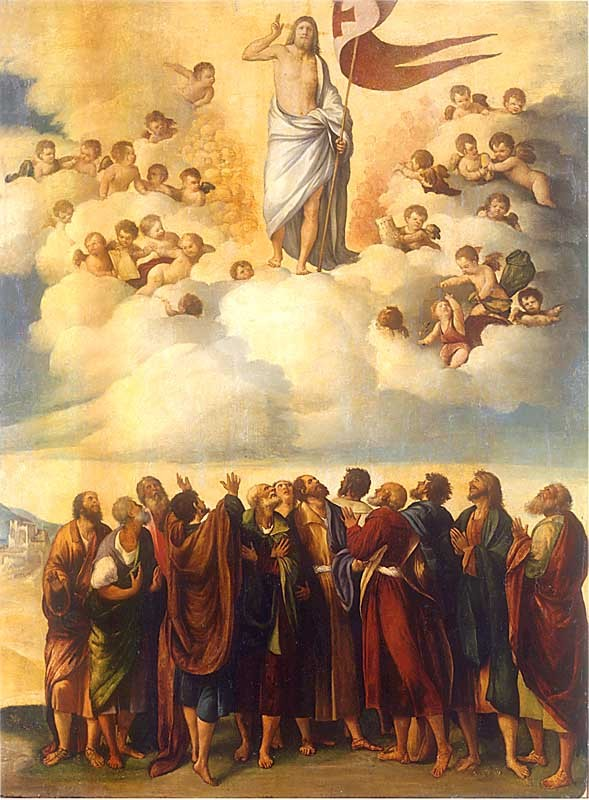
La Ascensión de Jesús, de Dosso Dossi, siglo XVI. Muchas escenas de la Ascensión tienen una parte superior (Celestial) y una inferior (terrenal).

La Ascensión de Jesús al Cielo tal y como se recoge en el Nuevo Testamento ha sido un tema frecuente en el arte cristiano, así como un tema en los escritos teológicos.
Las primeras representaciones directas de la Ascensión datan de alrededor de los inicios del siglo V, a menudo basadas en las representaciones de la Mano de Dios y para el siglo VI la iconografía se había establecido.
En muchas representaciones, (y siempre en la  Iglesia Oriental) la Virgen María está en el centro del grupo de apóstoles (que representan a la Iglesia) que miran hacia arriba, hacia el Jesús ascendente que suele señalar una bendición con su mano derecha.

## Desarrollo de la iconografía

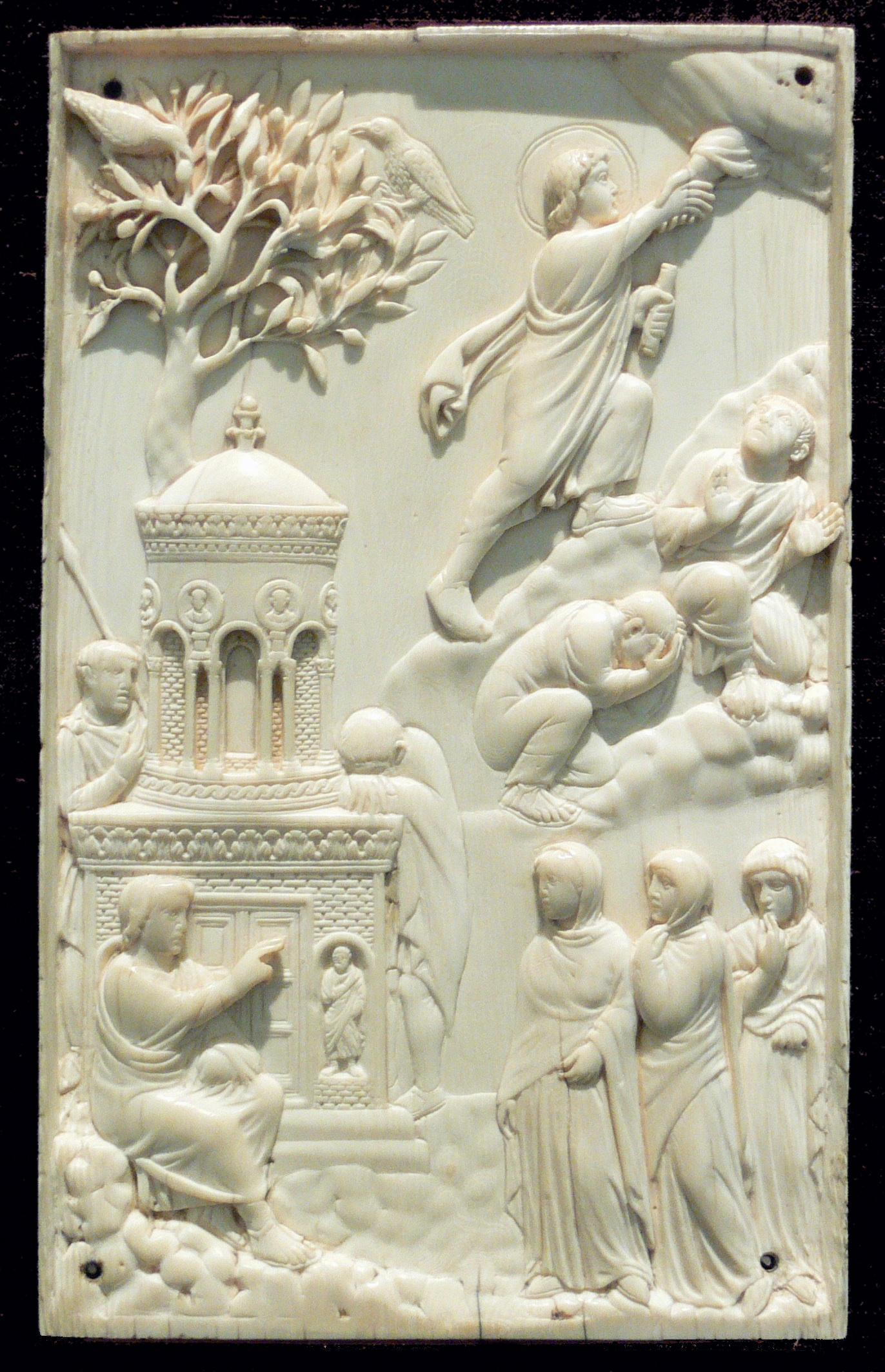
Ascensión de Cristo y Noli me tangere, c. 400, marfil, Milán o Roma, ahora en Múnich. Véase más abajo una Ascensión similar 450 años después.

Las escenas del Nuevo Testamento que aparecen en el  Arte cristiano primitivo de los siglos III y IV suelen tratar de las obras y milagros de Jesús, como las curaciones, la multiplicación de los panes y los peces o la resurrección de Lázaro. Aunque las versiones del tema de Cristo en majestad, que muestran a Cristo resucitado y ascendido en el Cielo, aparecen antes, la Ascensión propiamente dicha no se representa hasta el año 400 aproximadamente. En las primeras escenas se puede mostrar a Cristo subiendo una montaña, y a veces la Mano de Dios se extiende desde el interior de las nubes para ayudarle.
Una placa de marfil en Múnich con una escena de este tipo suele datarse en torno al año 400, y es posiblemente la imagen más antigua de la Ascensión. Este iba a seguir siendo el tipo más común en Occidente durante varios siglos, y por ejemplo se repite en el Sacramentario de Drogo unos 450 años después (véase galería). La escena de la crucifixión es prácticamente desconocida en el siglo V y rara hasta el siglo VI. Sin embargo, en el siglo VI comienzan a aparecer más imágenes tanto de la Crucifixión como de la Ascensión, quizás como resultado de las discusiones teológicas de finales del siglo IV y principios del siglo V.
Los Evangelios de Rábula (c. 586) incluyen algunas de las primeras imágenes de la Crucifixión y la Ascensión, y en sus representaciones de la Ascensión la Virgen María ocupa una posición central entre los Apóstoles; Cristo aparece en una mandorla superior, acompañado de ángeles. Ésta seguiría siendo la representación estándar bizantina y ortodoxa oriental.
En el siglo VI la iconografía de la Ascensión se había establecido y en el siglo IX se representaban escenas de la Ascensión en las cúpulas de las iglesias. En algunas representaciones puede no haber montaña y puede estar subiendo a una mandorla, o ser elevado hacia el Cielo en una mandorla por ángeles. En las representaciones del románico a veces sólo se muestran los pies de Cristo mientras desaparece en las nubes; esta representación fue aparentemente una rara innovación icongráfica del arte anglosajón que se extendió al continente y se hizo más popular en el norte de Europa, donde perduró en los  relieves de madera provinciales hasta mucho después de la Reforma. A veces se ven las dos últimas huellas de Cristo en la roca; éstas se mostraban a los peregrinos en la actual Capilla de la Ascensión en el Monte de los Olivos de Jerusalén. La escena puede incluir también a los Apóstoles, dos hombres de blanco y la Virgen María.
La Ascensión de Jesús no es la única representación de la ascensión y otras figuras, como Juan el Evangelista, han sido representadas por separado como ascendiendo al Cielo, siguiendo una historia medieval en la Leyenda Dorada. El nombre de la Asunción de María indica que se trataba de un tránsito pasivo; representaciones en el arte a menudo la muestran siendo llevada arriba en una nube por ángeles.

## Composición y significado

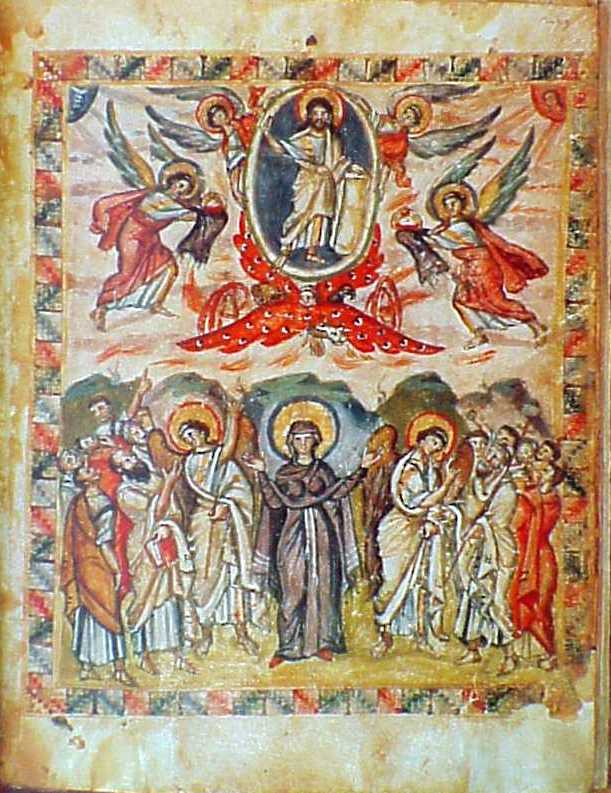
Ascensión en los Evangelios de Rábula, siglo VI

Las escenas de la Ascensión se dividen naturalmente en dos zonas, una parte superior celestial y una parte inferior terrenal. El Cristo ascendente puede llevar un estandarte de la resurrección o hacer una señal de bendición con su mano derecha. El gesto de bendición de Cristo con su mano derecha se dirige hacia el grupo terrenal que está debajo de él y significa que está bendiciendo a toda la Iglesia. En la mano izquierda puede estar sosteniendo un Evangelio o un pergamino, significando la enseñanza y la predicación. A partir del Renacimiento los ángeles pueden no estar presentes.
La parte terrenal de las representaciones de la Ascensión no sólo representa a los que se cree que estuvieron presentes en la Ascensión, sino a toda la Iglesia. En algunas representaciones de la Ascensión pueden estar presentes tanto el Apóstol Pablo como la Virgen María. Dado que Pablo se convirtió al cristianismo después de la Ascensión, y que el Nuevo Testamento no sitúa directamente a la Virgen María en la Ascensión, estas representaciones representan a "la Iglesia" más que a los individuos concretos. En los iconos ortodoxos la Virgen María está en el centro y Cristo puede ser representado en una mandorla, apoyado por ángeles. Cristo puede estar coronado en muchas de estas representaciones. Dado que los Evangelios no mencionan que la Virgen María fuera testigo de la Ascensión, su presencia en las representaciones de la Ascensión de los siglos V y VI, como las de los Evangelios de Rábula, son una indicación del importante papel que desempeñaba en el arte de esa época. Esta composición aproximada se convertiría en típica en Occidente para el Renacimiento.
La representación  ortodoxa oriental de la Ascensión es una importante metáfora de la naturaleza mística de la Iglesia. La tradición ortodoxa sostiene que la Virgen María estuvo presente durante la Ascensión y las  Grandes Vísperas de la Ascensión afirman: "Aquella que, como tu Madre, sufrió en tu Pasión más que todos, debe gozar también de la sobrecogedora alegría de la glorificación de tu carne" Así, en muchos iconos orientales la Virgen María se sitúa en el centro de la escena en la parte terrenal de la representación, con las manos levantadas hacia el Cielo, a menudo acompañada por varios Apóstoles. La representación del grupo terrenal mirando hacia arriba coincide con la liturgia oriental en la Fiesta de la Ascensión: "Venid, levantémonos y volvamos nuestros ojos y pensamientos hacia lo alto..." Los iconos son una parte inherente a la liturgia de la Iglesia Oriental y los iconos de las Ascensiones se utilizan en la procesión de la fiesta de la Ascensión.
Otras escenas con una figura elevada similar, que utilizaron composiciones parecidas a la de la Ascensión son la Asunción de María, poco frecuente hasta la Baja Edad Media, la Transfiguración de Jesús, y desde el Renacimiento temprano la Resurrección de Jesús, donde se le empieza a ver flotando fuera del sepulcro. Quizá la primera obra que se conserva que muestra esta iconografía de la Resurrección es el conocido fresco de Andrea da Firenze en la Capilla Española de la Basílica de Santa María Novella en Florencia, que data de 1366.

## Galería

### Iglesia occidental

#### Pinturas y mosaicos

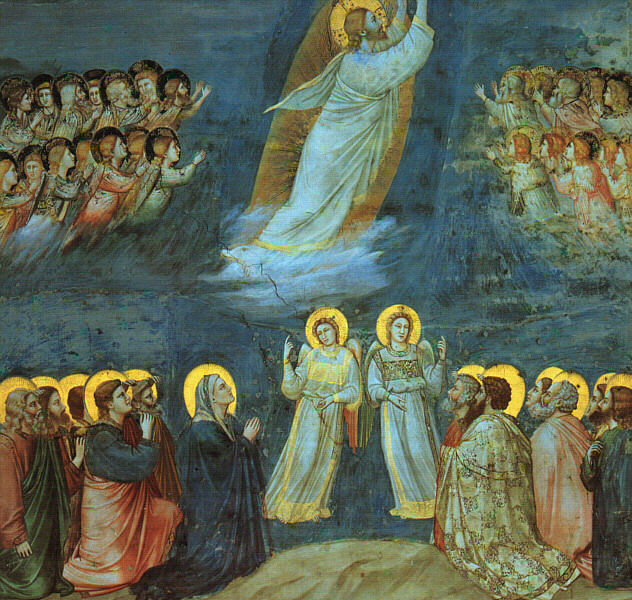
Giotto, siglo XIV
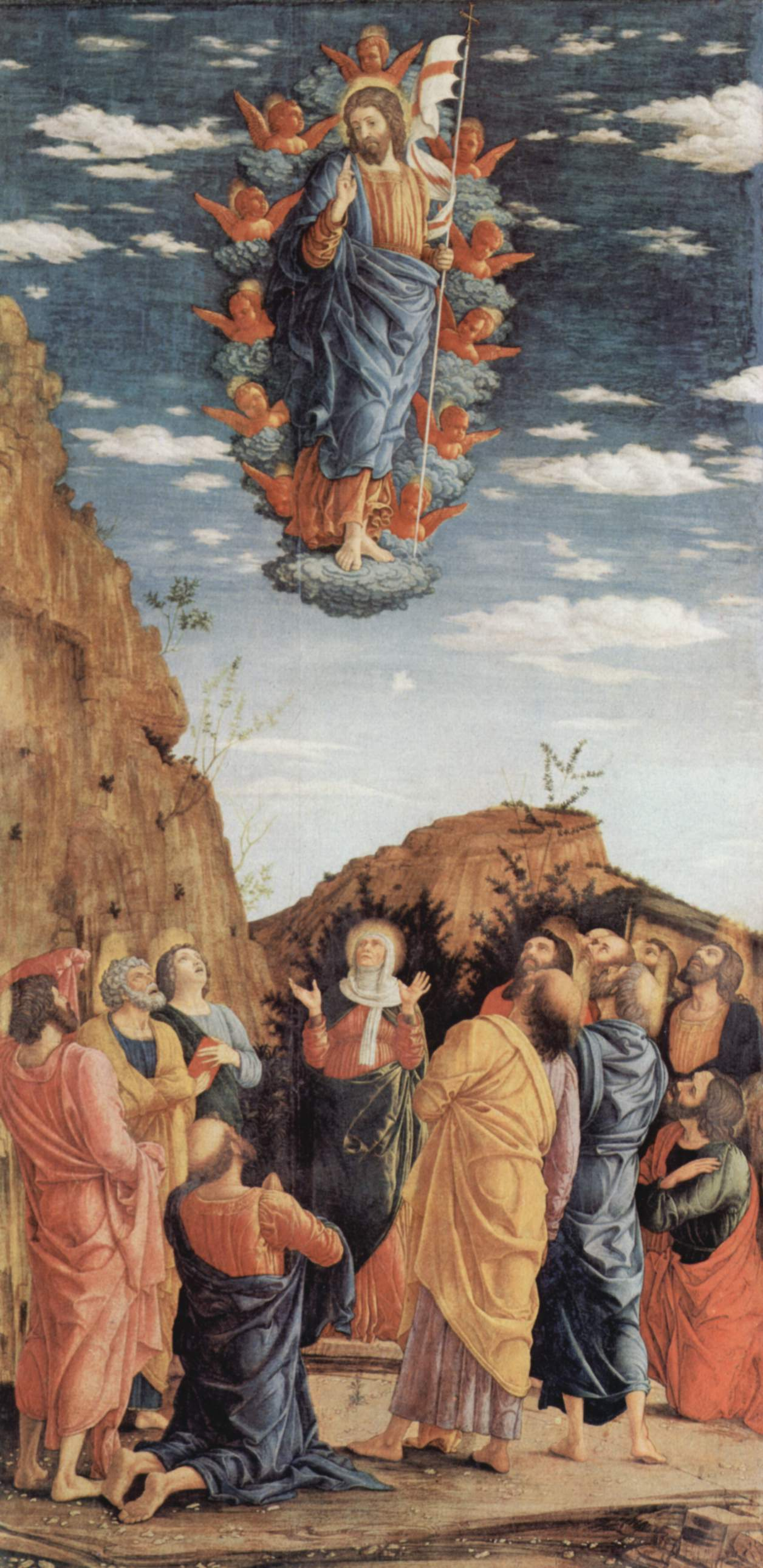
Andrea Mantegna, 1461
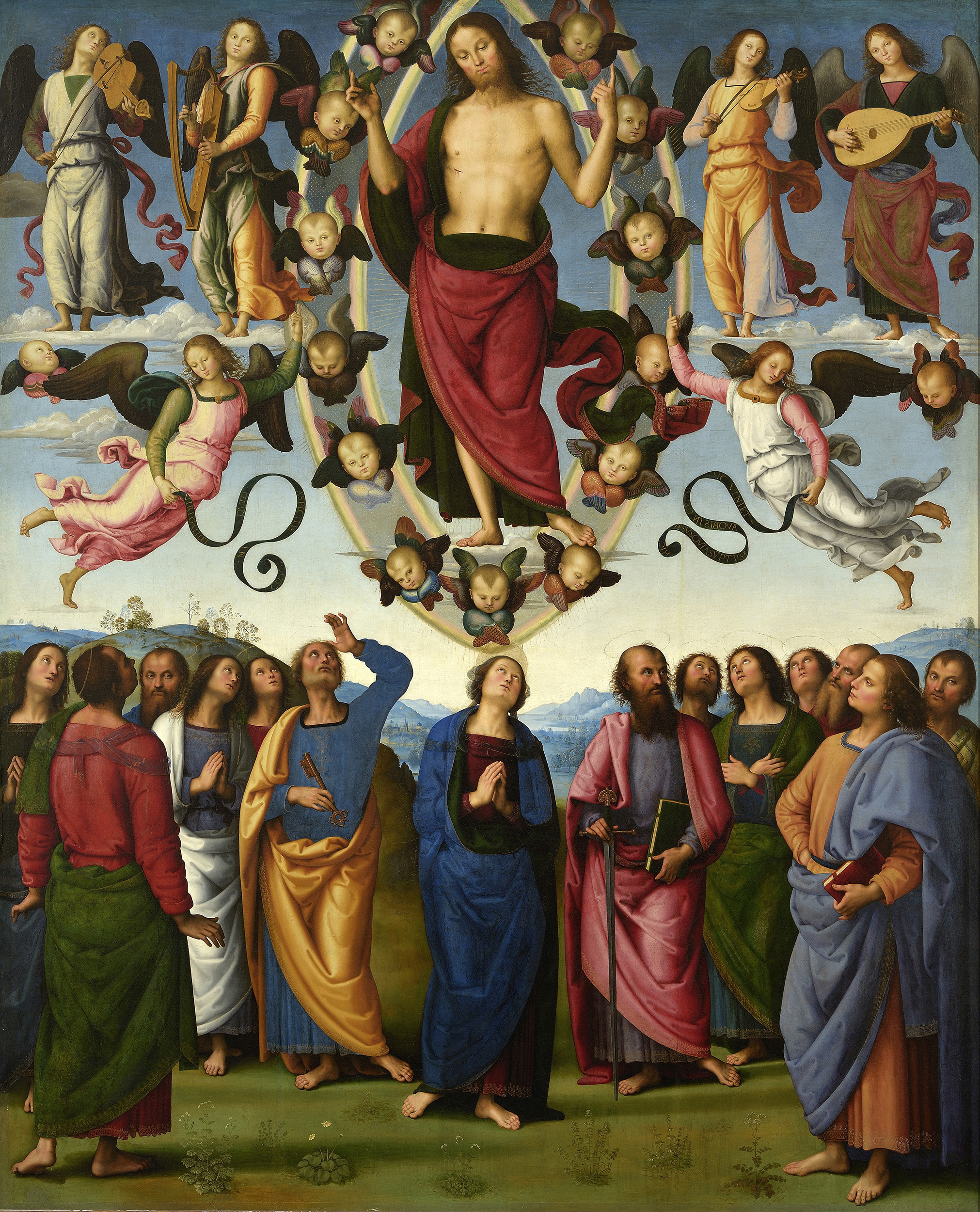
Pietro Perugino, Políptico de San Pedro, 1496–1500
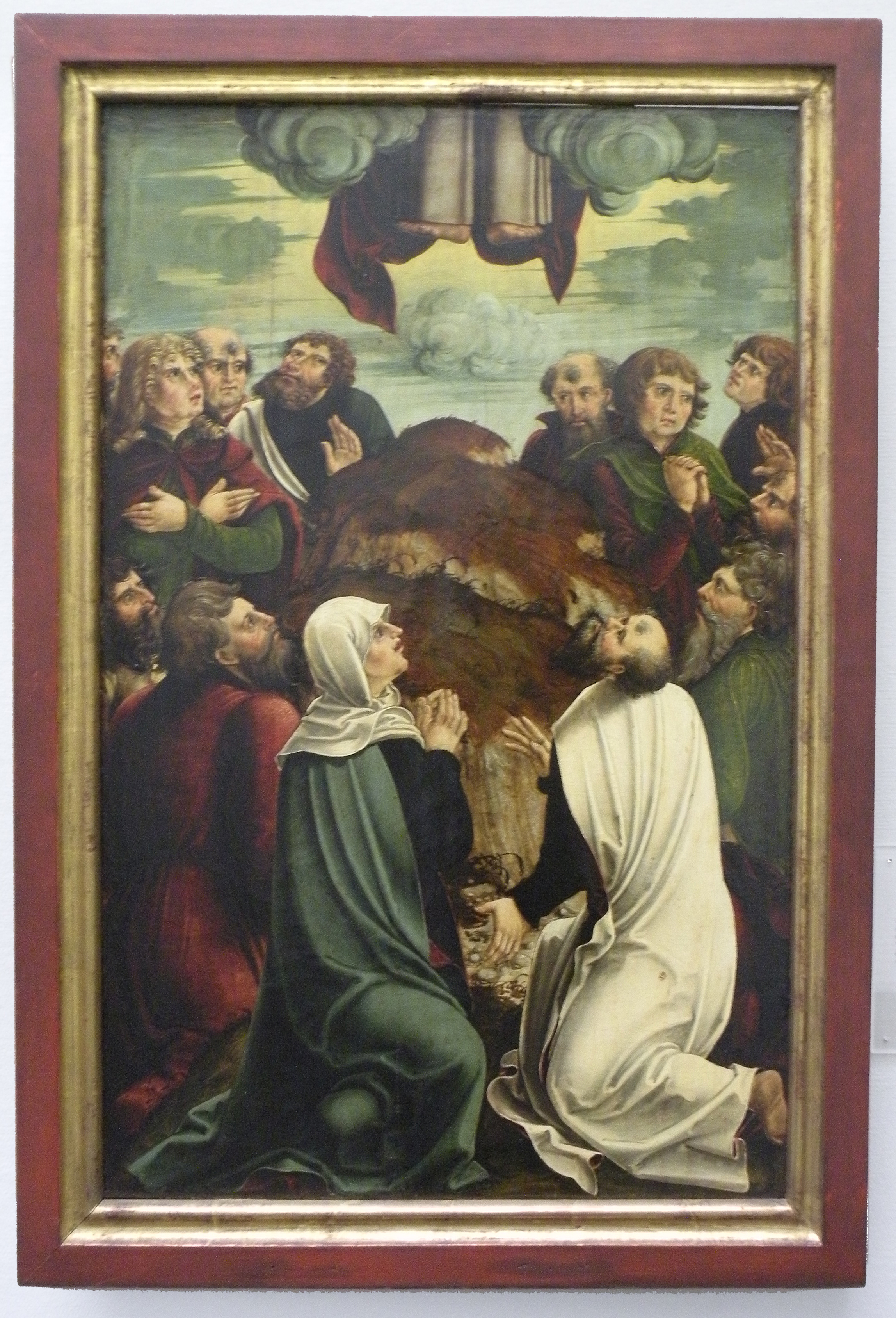
Siglo XVI,  "pies que desaparecen" alemanes
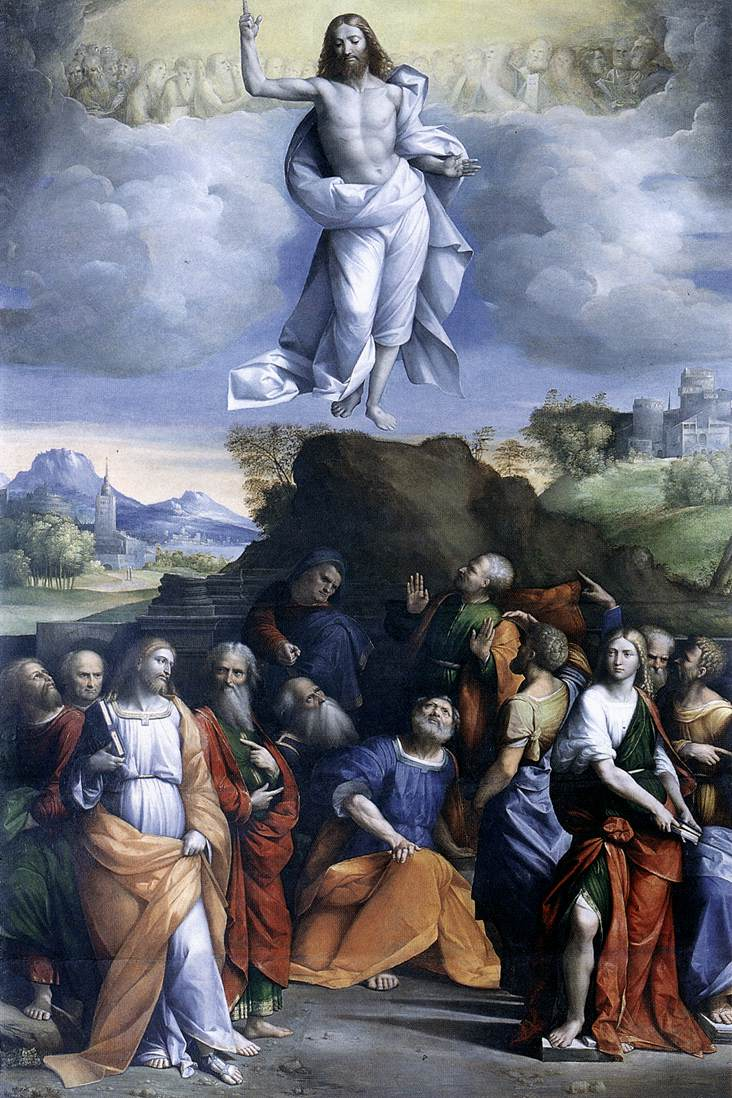
Garofalo, 1510–1520
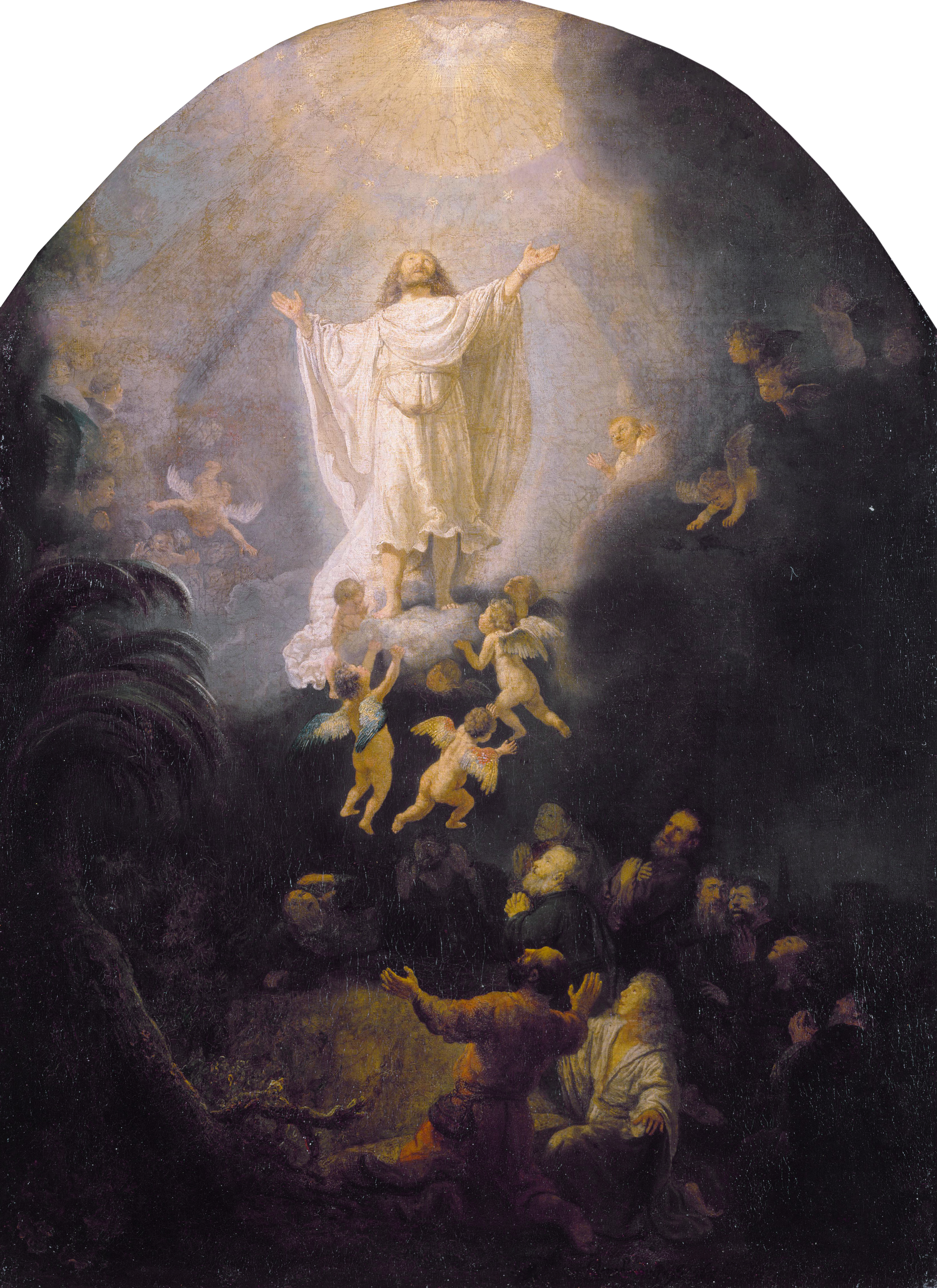
Rembrandt, 1636
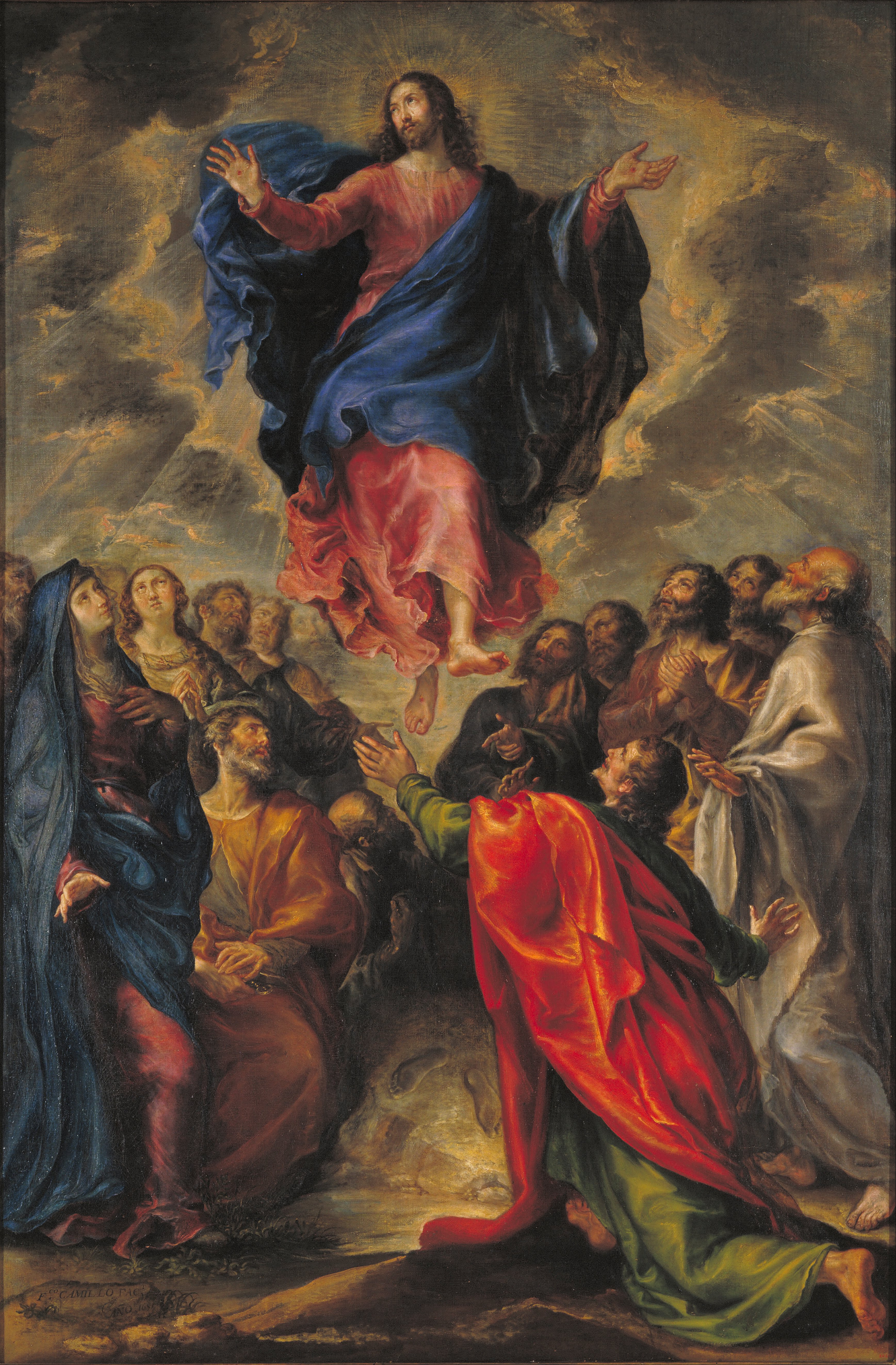
Francisco Camilo, 1651
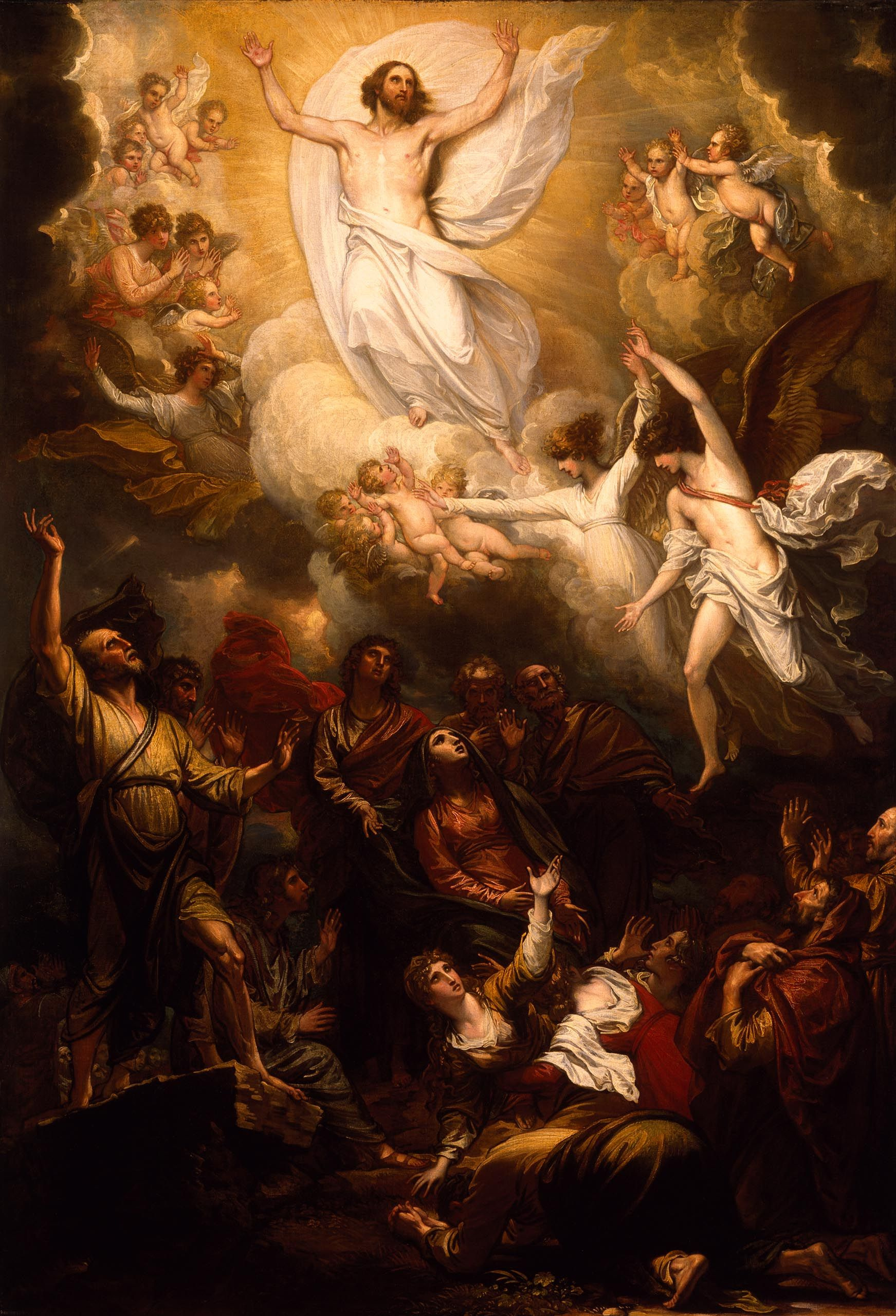
Benjamin West 1801
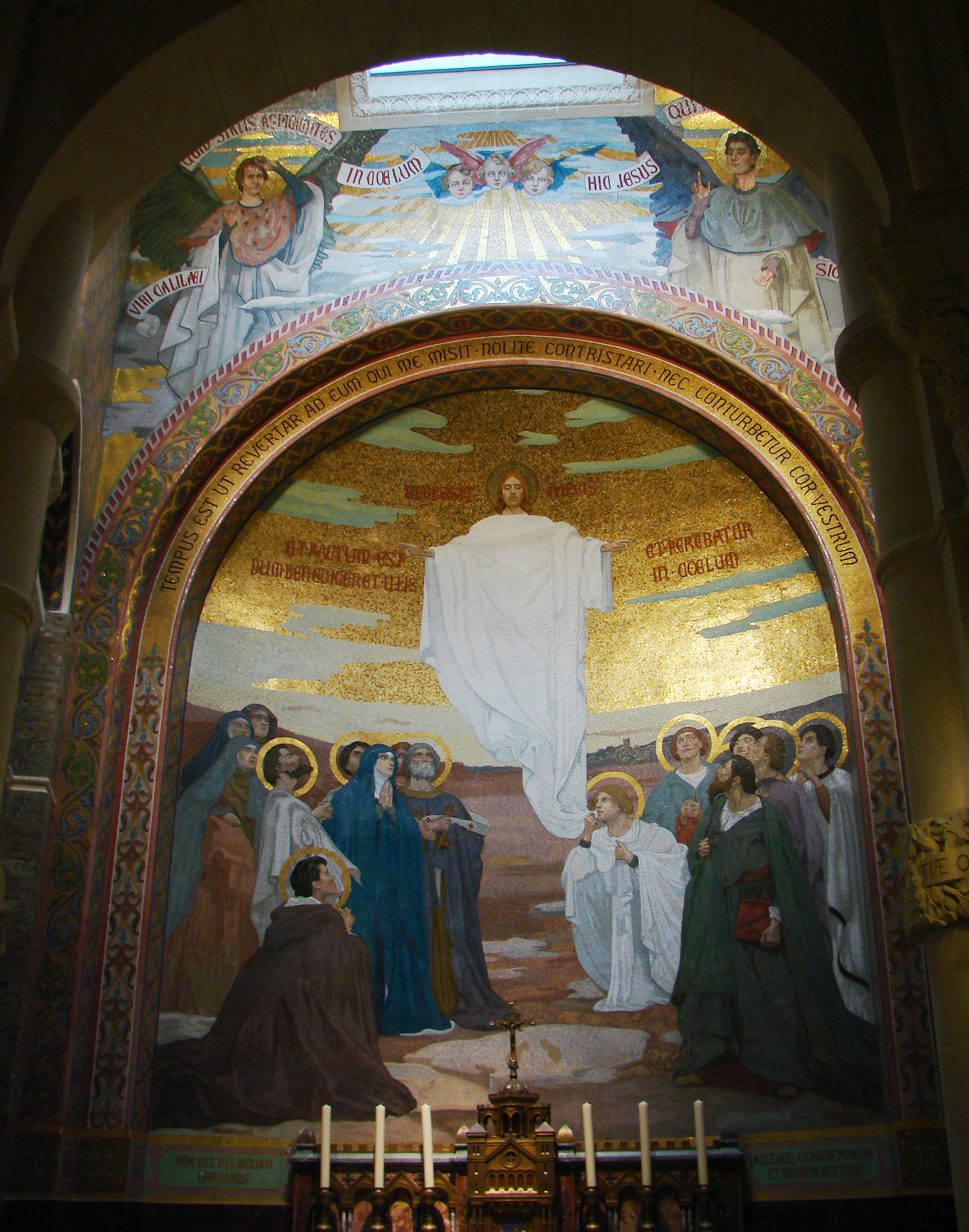
Basílica del Rosario, Lourdes, siglo XIX

#### Manuscritos iluminados

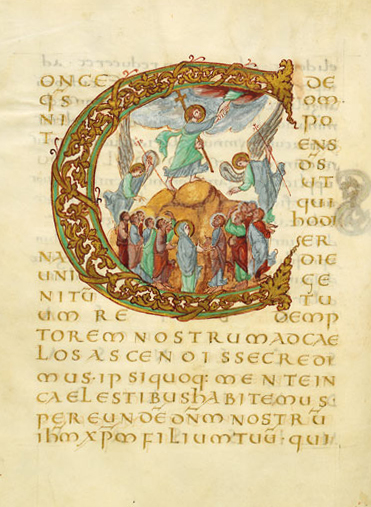
Sacramentario de Drogo, c. 850
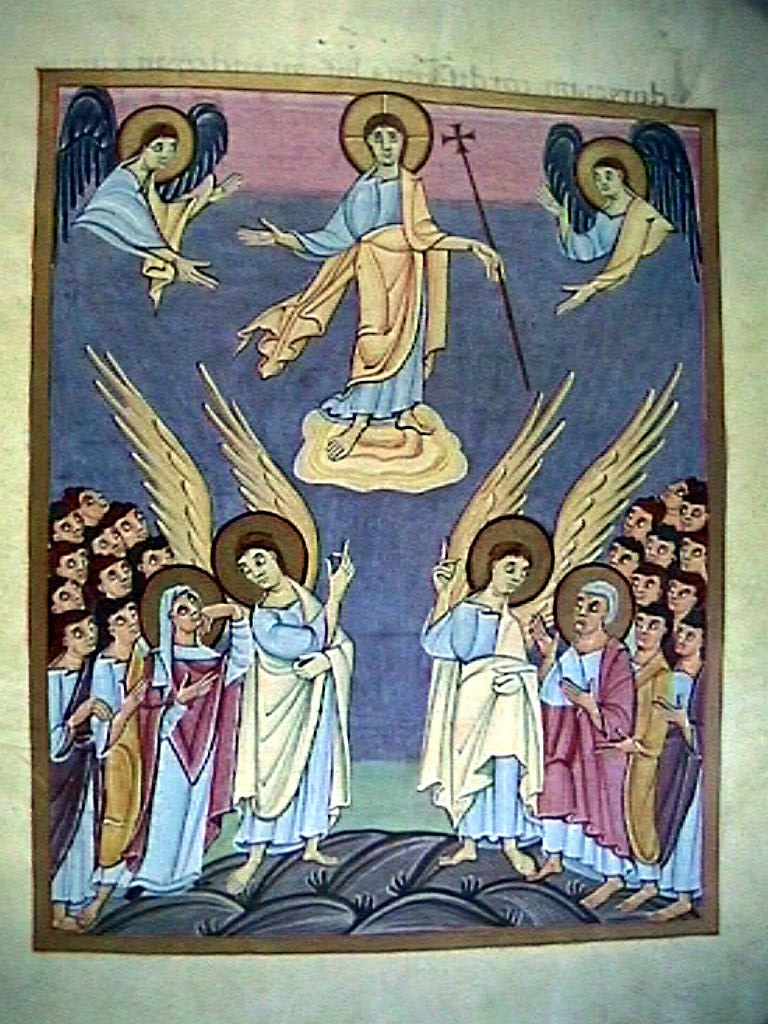
Apocalipsis de Bamberg, siglo XI
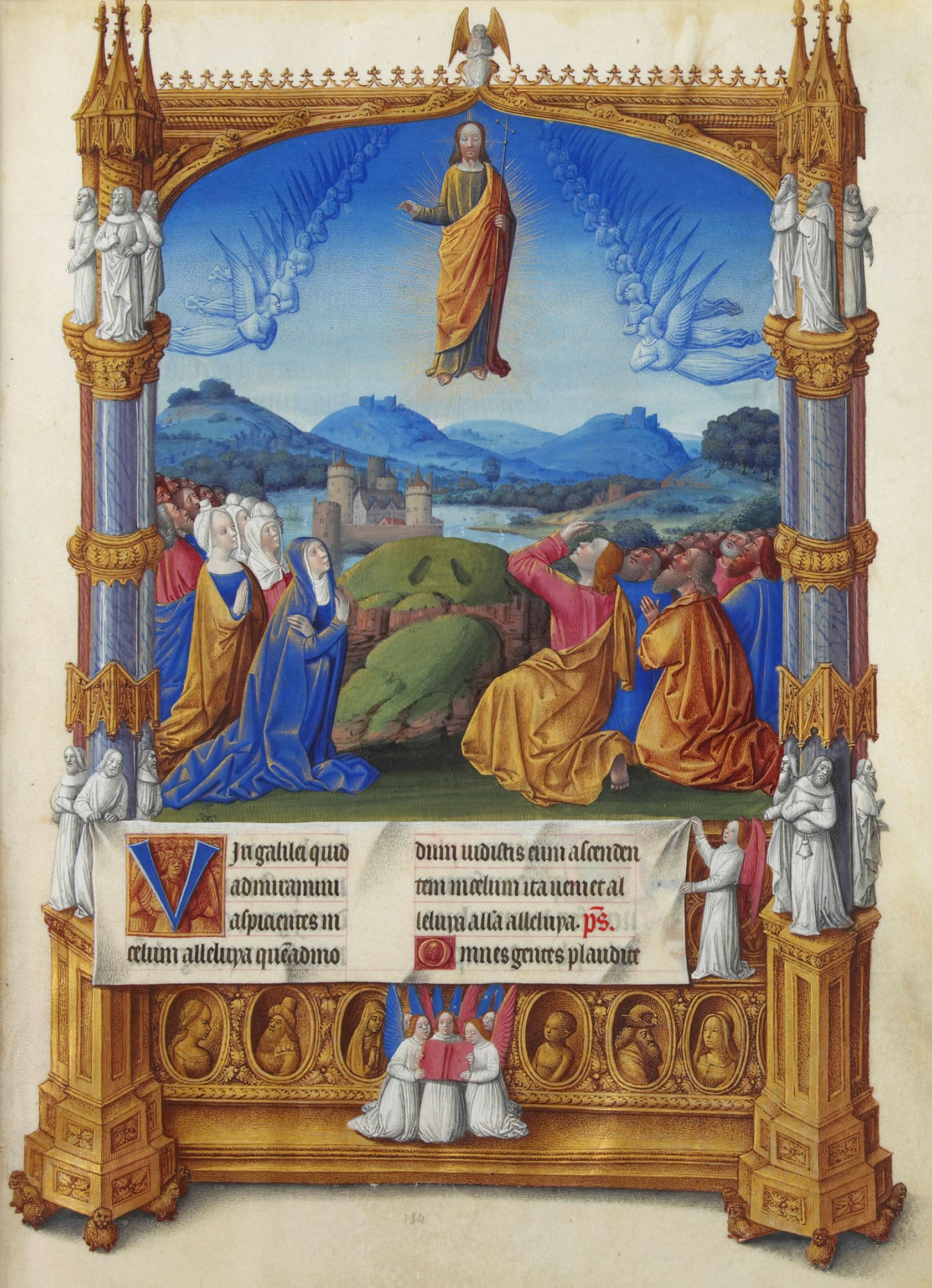
Las muy ricas horas del Duque de Berry, c. 1410
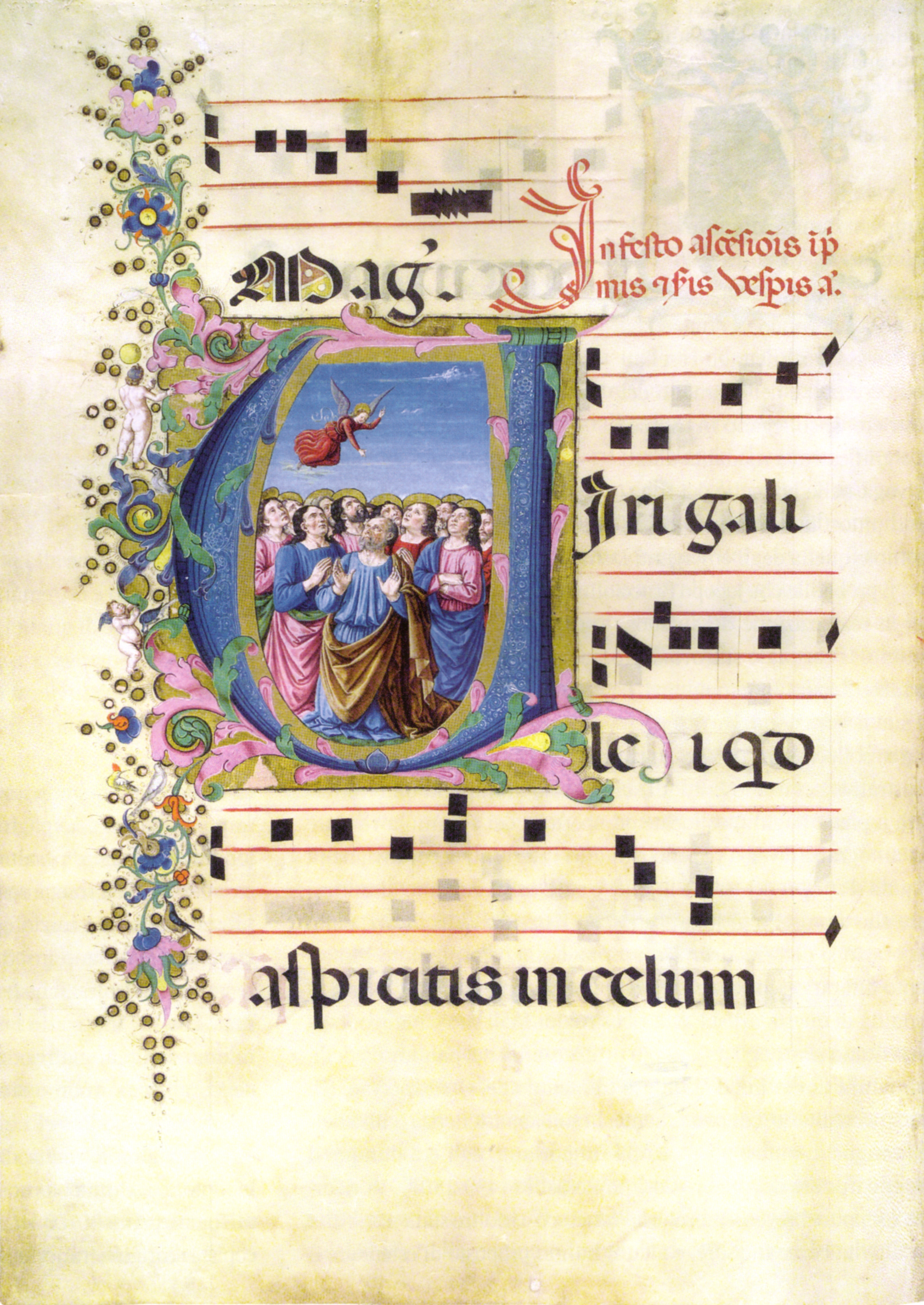
Taller de Ghirlandaio, 15th century

#### Representaciones en relieve

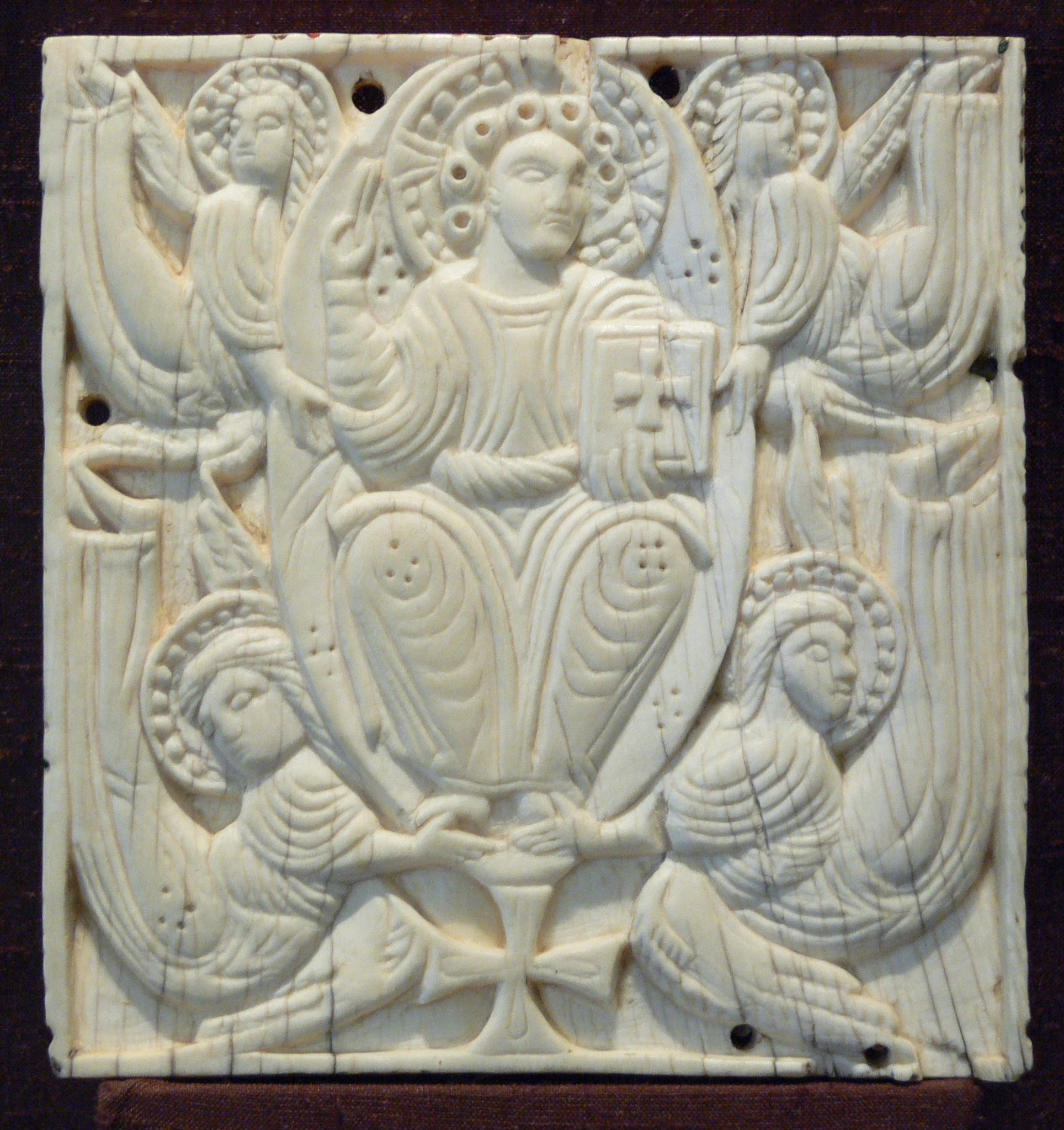
Relieve de marfil(?) Arte anglosajón, siglo VIII
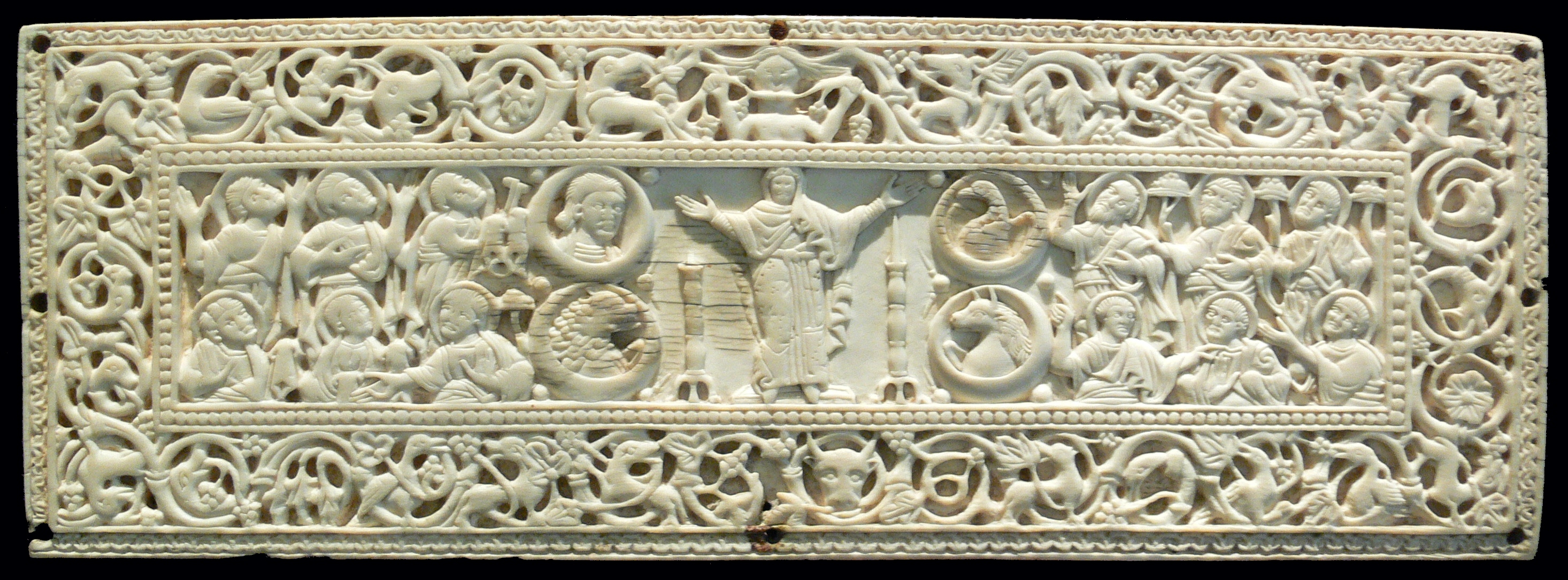
Unusual Arte anglosajón or Alpine, cibierta de caja de marfil, c. 750–800, con los símbolos deMaría y de los evangelistas
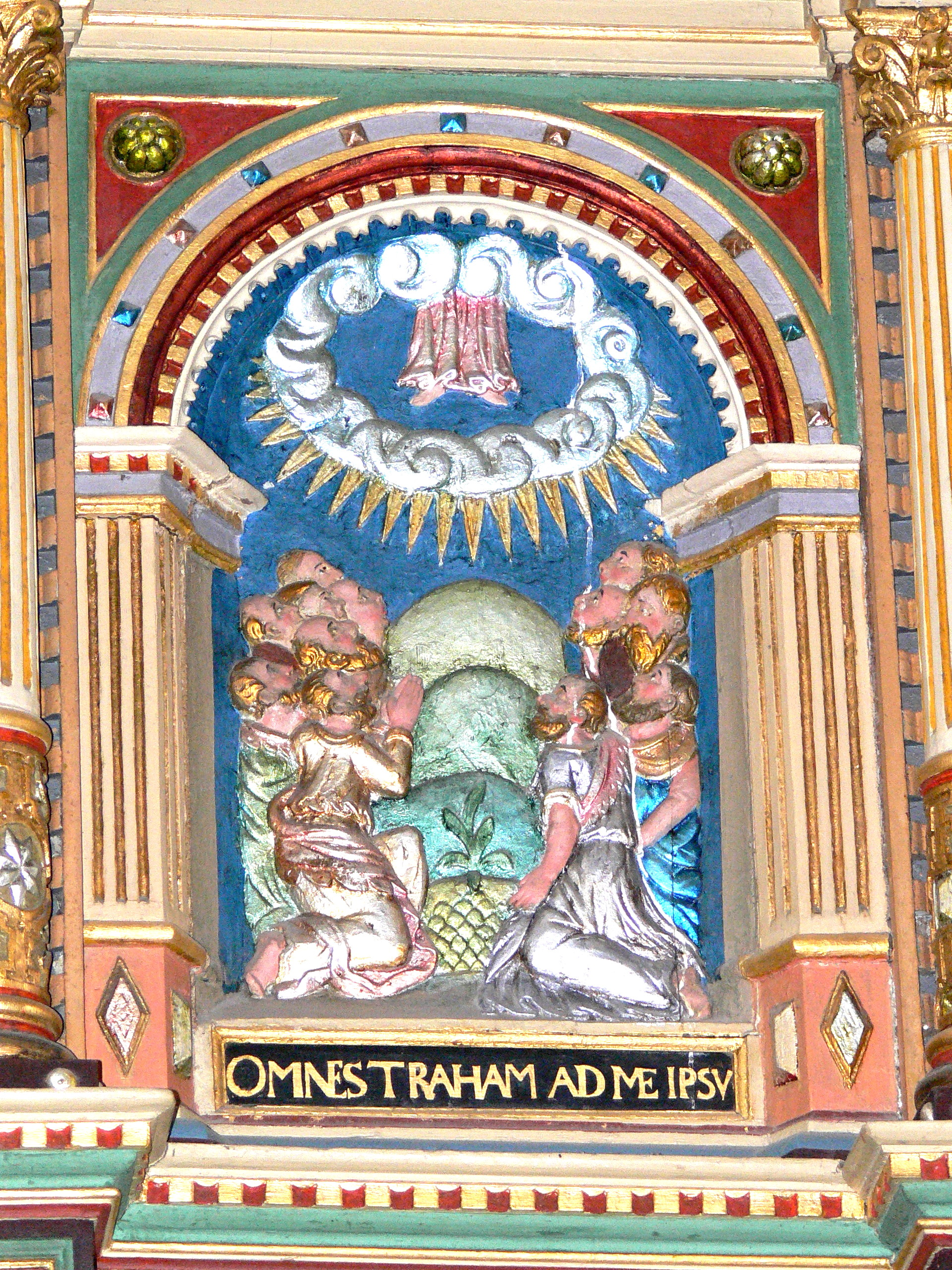
Una versión bastante tardía de la representación de los "pies que desaparecen" en relieve de madera, 1597, 1597
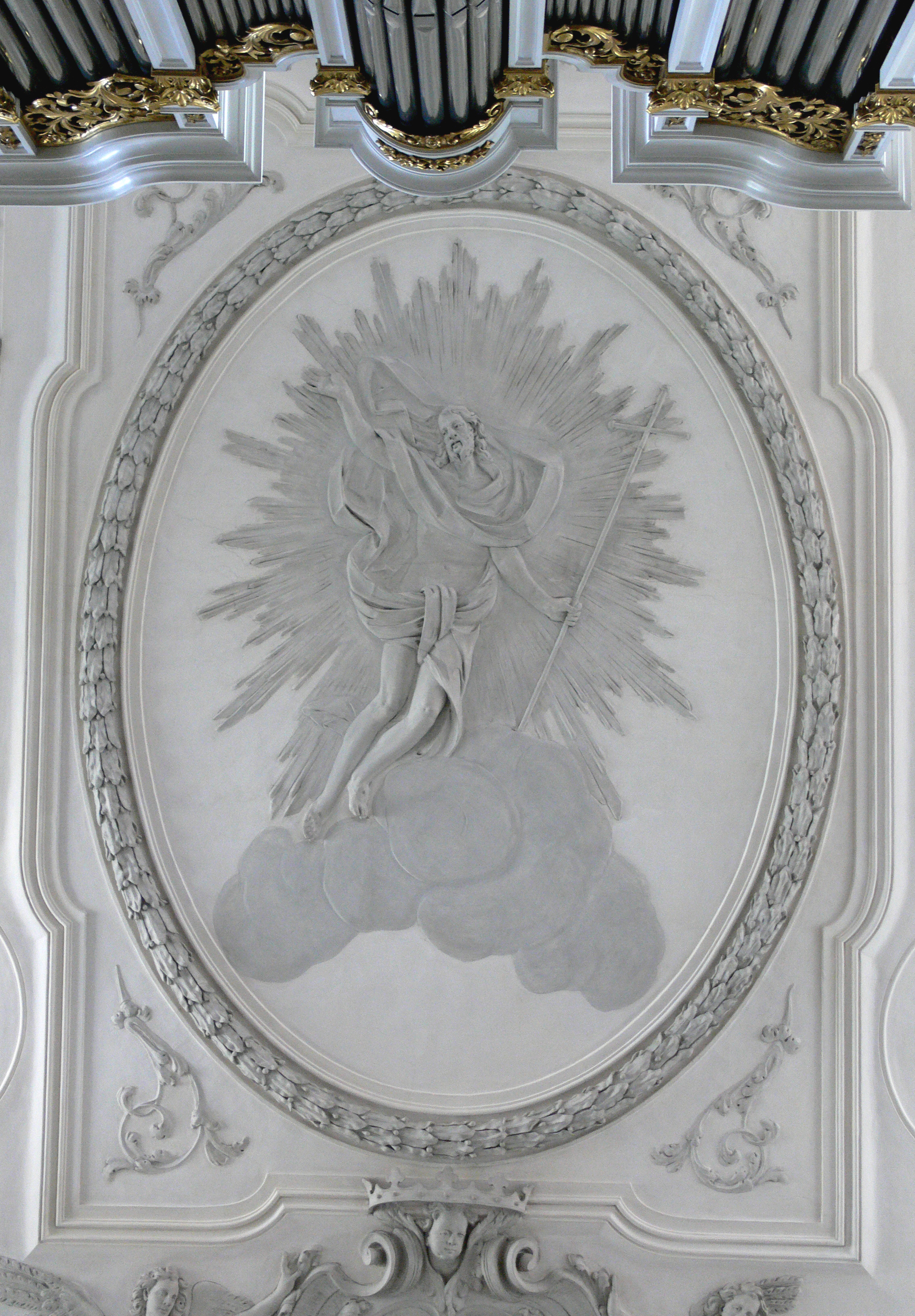
Cristo ascendiendo solo, Aulendorf, Alemania, 1711

### Iglesia oriental

#### Iconos y mosaicos

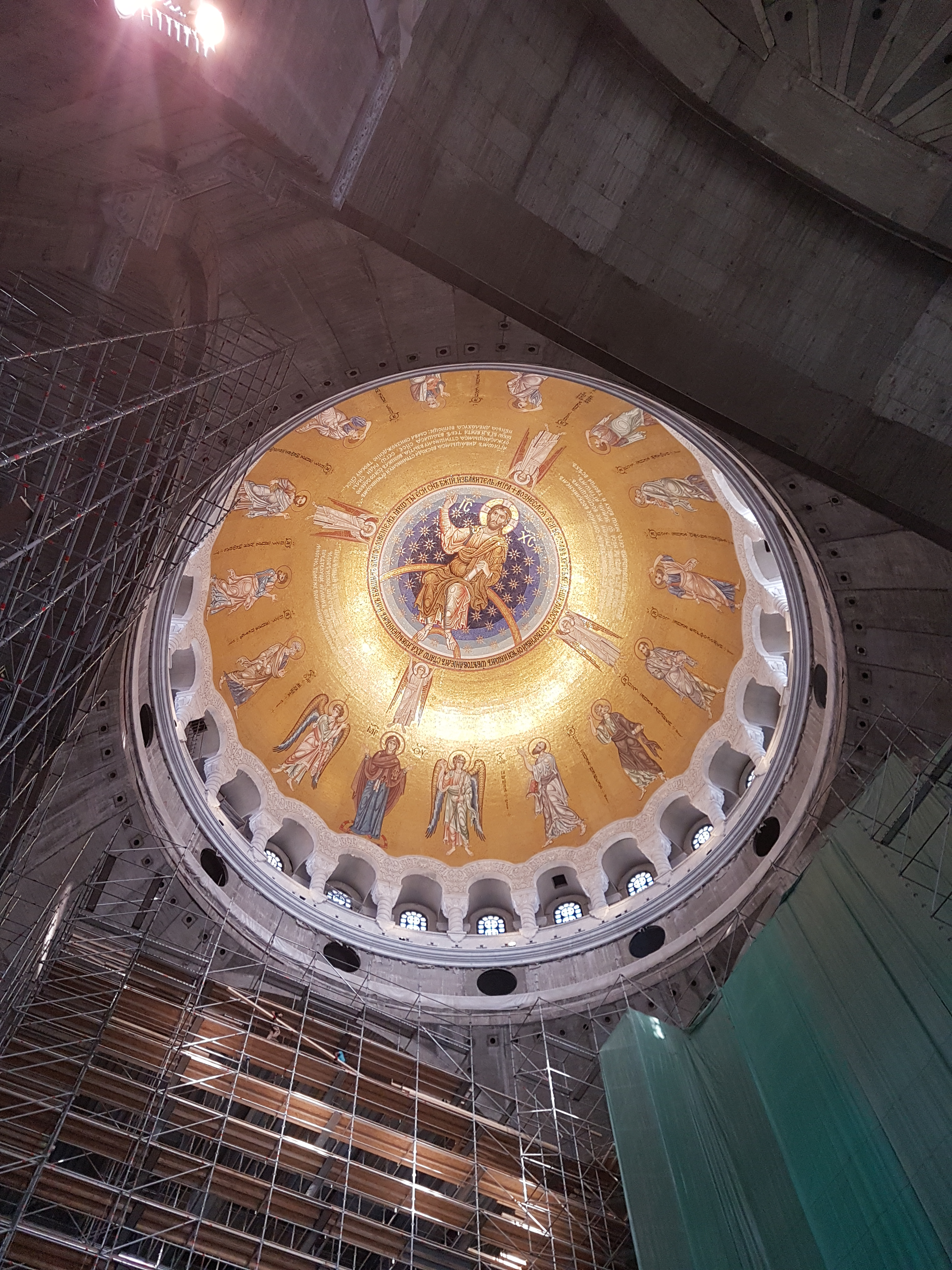
El mosaico más grande de la Ascensión de Jesús en el mundo cristiano que pesa 40 toneladas en la cúpula central de la  Catedral de San Sava en Belgrado
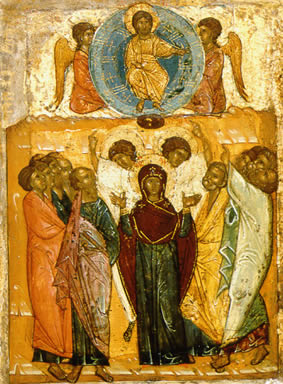
Siglo XIV Escuela de Nóvgorod
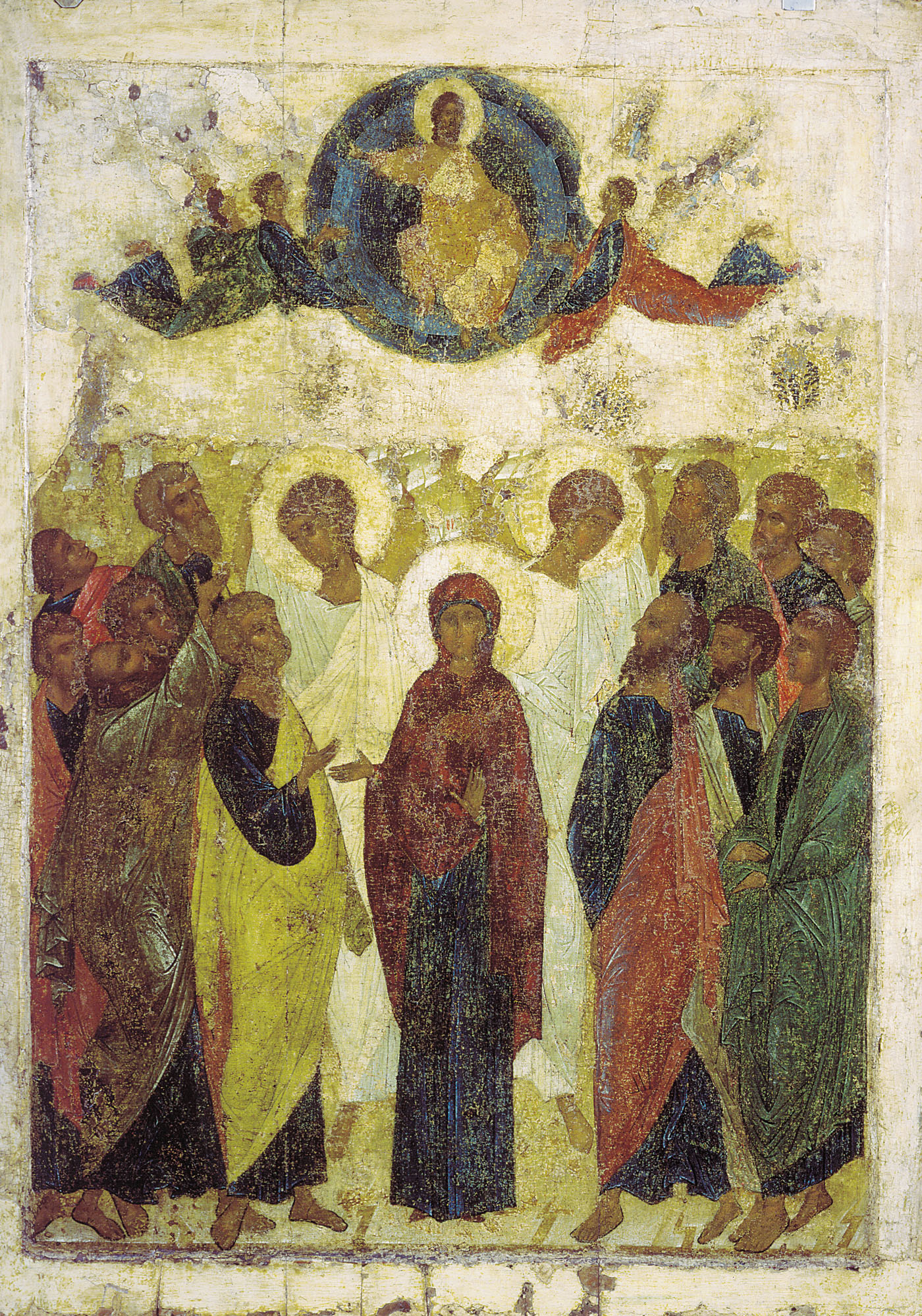
Andrei Rublev, 1408
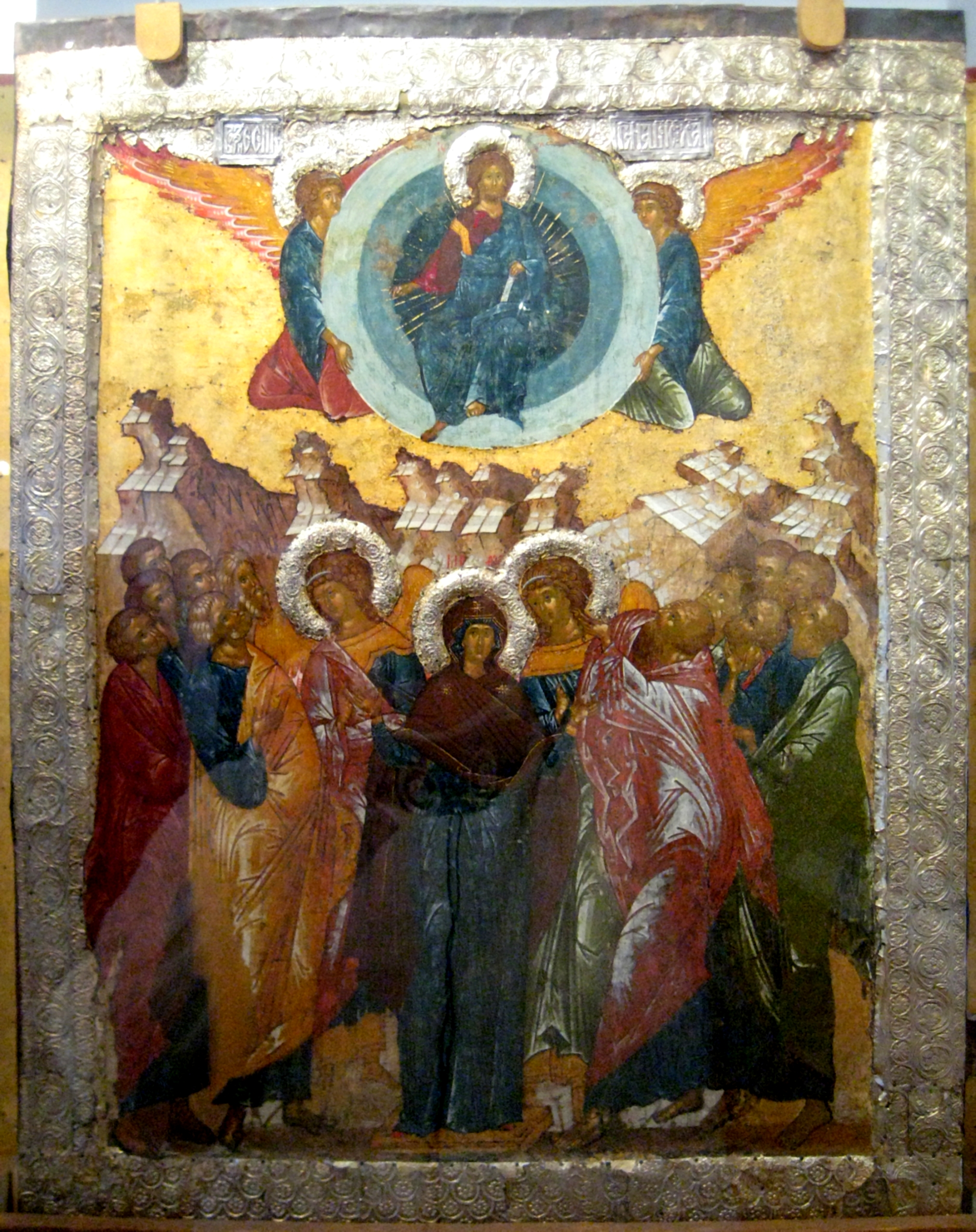
Monasterio de San Cirilo-Belozersky, 1497
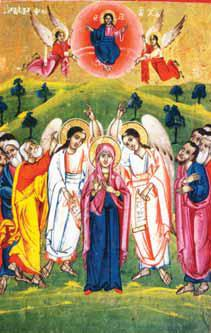
Icono macedonio del siglo XIX, Bitola, Macedonia